# Kartoffelmos
Kartoffelmos er en kendt ret i de fleste danske hjem. Kartoffelmos bruges i det meste som tilbehør til mange sammenkogte retter, fx gullasch og bankekød. I brændende kærlighed udgør kartoffelmos hovedbestanddelen og kan ikke erstattes af andet. Kartoffelmos består af kogte mosede kartofler, som bliver rørt op med mælk og smør og smages til med salt og peber.
»Kartoffelmos skal være cremet og blød. Ikke klistret og elastisk«.
Kartoffelmos fås også som tørprodukt, hvor salt, vand og mælk skal tilsættes. Skal blandes op med kogende vand.
Panerede og friturestegte kartoffelmoskugler eller -ruller er kendt som kartoffelkroketter.